# 吳廷斌
吳廷斌（1835年—？），字贊臣，安徽省寧國府涇縣（今安徽省涇縣）人，清朝政治人物。
咸豐九年，藍翎即選從九品。同治六年，捐候選同知。同治九年，任北河候補同知。光緒元年，任知府用候補同知、北岸同知、候補知府。光緒二年，道員用候補知府。光緒五年，任北運河務關同知。光緒九年，候補道員，后任山西河東道。光緒二十七年，署山西布政使、任山西按察使。光緒二十八年，任山西布政使，護山西巡撫。光緒三十年，任雲南布政使。光緒三十一年，任山東布政使。光緒三十三年，署山東巡撫。光緒三十四年，任直隸布政使。